# Metabotroper Glutamatrezeptor 6
Metabotroper Glutamatrezeptor 6 (GRM 6, mGluR6) ist ein Protein aus der Gruppe der metabotropen Glutamatrezeptoren.

## Eigenschaften
Der metabotrope Glutamatrezeptor 6 ist ein G-Protein-gekoppelter Rezeptor. Er wird in größeren Mengen in Melanozyten gebildet. Gemeinsam mit mGluR4, mGluR7 und mGluR8 bildet er die Gruppe III der metabotropen Glutamatrezeptoren. Nach Bindung von Glutamat erfolgt eine Konformationsänderung, die eine Signaltransduktion über G-Proteine (aus der Familie Gi) bewirkt. In Folge wird die Adenylylcyclase gehemmt. Der metabotrope Glutamatrezeptor 6 besitzt Disulfidbrücken und ist glykosyliert. Er ist notwendig für das Sehvermögen.